# 巴里 (吉伦特省)
巴里（法語：Barie，法語發音：[baʁi]）是法国吉伦特省的一个市镇，属于朗贡区。

## 地理
巴里（44°34'12"N, 0°6'53"W）面积5.33 平方千米，位于法国新阿基坦大区吉倫特省，该省份为法国西南部沿海省份，是法國本土面积最大的省，北起滨海夏朗德省，西临大西洋，南至朗德省，东南接洛特-加龍省，东临多爾多涅省。
与巴里接壤的市镇（或旧市镇、城区）包括：卡瑟伊、巴萨讷、科德罗、弗卢代斯、德罗河畔吉伦特。

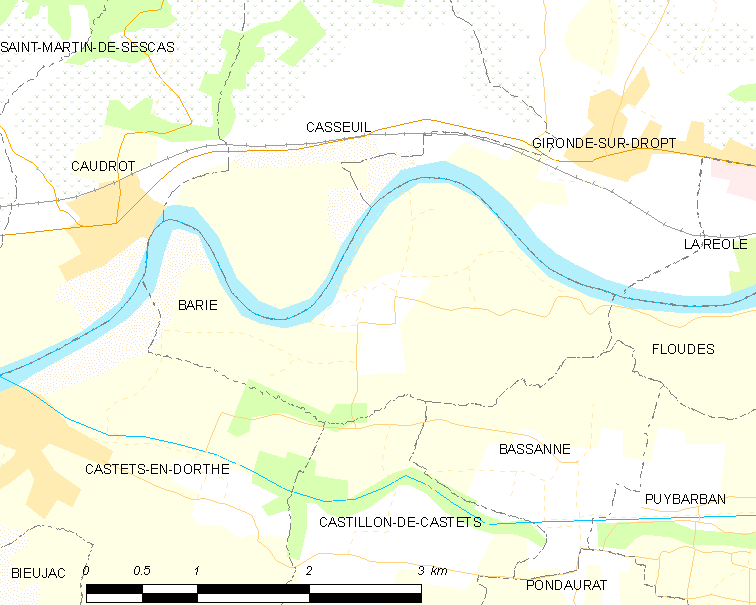
的OSM定位图

巴里的时区为UTC+01:00、UTC+02:00（夏令时）。

## 行政
巴里的邮政编码为33190，INSEE市镇编码为33027。

## 政治
巴里所属的省级选区为勒雷奥莱-莱巴斯蒂德县。

## 人口

1962-2008年间人口变化图示

巴里于2022年1月1日时的人口数量为277人。